# Världsmästerskapen i simsport 2013
Världsmästerskapen i simsport 2013 anordnades mellan 20 juli och 4 augusti 2013 i Barcelona, Spanien.
Detta var första gången ett sim-VM innehöll klippdykning.

## Val av värdstad
Under Världsmästerskapen i simsport 2009 i juli 2009 utsågs Dubai till värdstad framför Belgrad, Budapest och Balatonfüred, Hamburg, Hongkong, Madrid och Moskva. Dubai drog sig ur i mars 2010. FINA höll sedan nytt möte, och Barcelona valdes till ny värdstad den 26 september 2010.

## Arenor
Tävlingarna innehöll sex olika sporter och tävlingarna utspelades på fyra olika platser i Barcelona.
- Palau Sant Jordi – simning, konstsim
- Port Vell – öppet vatten-simning, klippdykning[4]
- Piscina Municipal de Montjuïc – simhopp
- Piscines Bernat Picornell – vattenpolo

## Kalender
Öppningsceremonin ägde rum 19 juli.
| Juli–augusti 2013    | 20 lör | 21 sön | 22 mån | 23 tis | 24 ons | 25 tor | 26 fre | 27 lör | 28 sön | 29 mån | 30 tis | 31 ons | 1 tor | 2 fre | 3 lör | 4 sön | Finaler |
| -------------------- | ------ | ------ | ------ | ------ | ------ | ------ | ------ | ------ | ------ | ------ | ------ | ------ | ----- | ----- | ----- | ----- | ------- |
| Simhopp              | 1      | 1      | 2      | 2      | ●      | 1      | 1      | 1      | 1      |        |        |        |       |       |       |       | 10      |
| Klippdykning         |        |        |        |        |        |        |        |        |        | ●      | 1      | 1      |       |       |       |       | 2       |
| Öppet vatten-simning | 2      |        | 1      | 1      |        | 1      |        | 2      |        |        |        |        |       |       |       |       | 7       |
| Simning              |        |        |        |        |        |        |        |        | 4      | 4      | 5      | 4      | 5     | 5     | 5     | 8     | 40      |
| Konstsim             | 1      | 1      | 1      | ●      | 1      | 1      | 1      | 1      |        |        |        |        |       |       |       |       | 7       |
| Vattenpolo           |        | ●      | ●      | ●      | ●      | ●      | ●      | ●      | ●      | ●      | ●      | ●      | ●     | 1     | 1     |       | 2       |
| Totalt antal finaler | 4      | 2      | 4      | 3      | 1      | 3      | 2      | 4      | 5      | 4      | 6      | 5      | 5     | 6     | 6     | 8     | 68      |
| Ackumulering         | 4      | 6      | 10     | 13     | 14     | 17     | 19     | 23     | 28     | 32     | 38     | 43     | 48    | 54    | 60    | 68    |         |

## Deltagande nationer
181 nationer deltog i mästerskapen. Ecuador var under mästerskapen avstängt av internationella simsportsförbundet, men enskilda ecuadorianer deltog som "individuella" idrottare.

## Medaljligan
| Placering | Land                | Guld | Silver | Brons | Totalt antal medaljer |
| --------- | ------------------- | ---- | ------ | ----- | --------------------- |
| 1         | USA                 | 15   | 10     | 9     | 34                    |
| 2         | Kina                | 14   | 8      | 4     | 26                    |
| 3         | Ryssland            | 9    | 6      | 4     | 19                    |
| 4         | Frankrike           | 4    | 1      | 4     | 9                     |
| 5         | Ungern              | 4    | 1      | 2     | 7                     |
| 6         | Australien          | 3    | 11     | 0     | 14                    |
| 7         | Tyskland            | 3    | 3      | 4     | 10                    |
| 8         | Brasilien           | 3    | 2      | 5     | 10                    |
| 9         | Sydafrika           | 3    | 1      | 1     | 5                     |
| 10        | Spanien             | 1    | 6      | 5     | 12                    |
| 11        | Italien             | 1    | 3      | 1     | 5                     |
| 12        | Danmark             | 1    | 3      | 0     | 4                     |
| 13        | Japan               | 1    | 2      | 3     | 6                     |
| 14        | Grekland            | 1    | 1      | 0     | 2                     |
| 14        | Litauen             | 1    | 1      | 0     | 2                     |
| 14        | Sverige             | 1    | 1      | 0     | 2                     |
| 17        | Nederländerna       | 1    | 0      | 3     | 4                     |
| 18        | Tunisien            | 1    | 0      | 1     | 2                     |
| 19        | Colombia            | 1    | 0      | 0     | 1                     |
| 20        | Kanada              | 0    | 3      | 4     | 7                     |
| 21        | Polen               | 0    | 2      | 1     | 3                     |
| 22        | Ukraina             | 0    | 1      | 4     | 5                     |
| 23        | Storbritannien      | 0    | 1      | 1     | 2                     |
| 24        | Belgien             | 0    | 1      | 0     | 1                     |
| 24        | Montenegro          | 0    | 1      | 0     | 1                     |
| 26        | Mexiko              | 0    | 0      | 4     | 4                     |
| 27        | Nya Zeeland         | 0    | 0      | 3     | 3                     |
| 28        | Kroatien            | 0    | 0      | 1     | 1                     |
| 28        | Finland             | 0    | 0      | 1     | 1                     |
| 28        | Malaysia            | 0    | 0      | 1     | 1                     |
| 28        | Trinidad och Tobago | 0    | 0      | 1     | 1                     |
| Totalt    | Totalt              | 68   | 69     | 67    | 204                   |

## Resultat

### Konstsim
| Gren                | Guld                                               | Silver                           | Brons                                  |
| Individuellt teknik | Svetlana Romasjina Ryssland                        | Huang Xuechen Kina               | Ona Carbonell Spanien                  |
| Individuellt fri    | Svetlana Romasjina Ryssland                        | Huang Xuechen Kina               | Ona Carbonell Spanien                  |
| Par teknik          | Ryssland Svetlana Romasjina Svetlana Kolesnitjenko | Kina Jiang Tingting Jiang Wenwen | Spanien Ona Carbonell Margalida Crespí |
| Par fri             | Ryssland Svetlana Romasjina Svetlana Kolesnitjenko | Kina Jiang Tingting Jiang Wenwen | Spanien Ona Carbonell Margalida Crespí |
| Lag teknik          | Ryssland                                           | Spanien                          | Ukraina                                |
| Lag fri             | Ryssland                                           | Spanien                          | Ukraina                                |
| Lag fri kombination | Ryssland                                           | Spanien                          | Ukraina                                |

### Simhopp

#### Damer
| Gren             | Guld                        | Silver                                   | Brons                                 |
| 1 meter          | He Zi Kina                  | Tania Cagnotto Italien                   | Wang Han Kina                         |
| 3 meter          | He Zi Kina                  | Wang Han Kina                            | Pamela Ware Kanada                    |
| 10 meter         | Si Yajie Kina               | Chen Ruolin Kina                         | Julija Prokoptjuk Ukraina             |
| Synchro 3 meter  | Kina Wu Minxia Shi Tingmao  | Italien Tania Cagnotto Francesca Dallapé | Kanada Jennifer Abel Pamela Ware      |
| Synchro 10 meter | Kina Liu Huixia Chen Ruolin | Kanada Meaghan Benfeito Roseline Filion  | Malaysia Pandela Rinong Leong Mun Yee |

#### Herrar
| Gren             | Guld                                   | Silver                                    | Brons                             |
| 1 meter          | Li Shixin Kina                         | Ilja Kvasja Ukraina                       | Kevin Chavez Mexiko               |
| 3 meter          | He Chong Kina                          | Jevgenij Kuznetsov Ryssland               | Yahel Castillo Mexiko             |
| 10 meter         | Qiu Bo Kina                            | David Boudia USA                          | Sascha Klein Tyskland             |
| Synchro 3 meter  | Kina Qin Kai He Chong                  | Ryssland Jevgenij Kuznetsov Ilja Zacharov | Mexiko Rommel Pacheo Jahir Ocampo |
| Synchro 10 meter | Tyskland Sascha Klein Patrick Hausding | Ryssland Victor Minibaev Artem Tjesakov   | Kina Cao Yuan Zhang Yanquan       |

### Klippdykning
| Gren            | Guld                   | Silver                   | Brons                   |
| Herrar 27 meter | Orlando Duque Colombia | Gary Hunt Storbritannien | Jonathan Paredes Mexiko |
| Damer 20 meter  | Cesilie Carlton USA    | Ginger Huber USA         | Anna Brader Tyskland    |

### Simning

#### Damer
| Gren                      | Guld                                                              | Guld     | Silver                                                                | Silver   | Brons                                                                       | Brons    |
| 50 m frisim               | Ranomi Kromowidjojo Nederländerna                                 | 24,05    | Cate Campbell Australien                                              | 24,14    | Francesca Halsall Storbritannien                                            | 24,30    |
| 100 m frisim              | Cate Campbell Australien                                          | 52,34    | Sarah Sjöström Sverige                                                | 52,89    | Ranomi Kromowidjojo Nederländerna                                           | 53,42    |
| 200 m frisim              | Missy Franklin USA                                                | 1.54,81  | Federica Pellegrini Italien                                           | 1.55,14  | Camille Muffat Frankrike                                                    | 1.55,72  |
| 400 m frisim              | Katie Ledecky USA                                                 | 3.59,82  | Melanie Costa Spanien                                                 | 4.02,47  | Lauren Boyle Nya Zeeland                                                    | 4.03,89  |
| 800 m frisim              | Katie Ledecky USA                                                 | 8.13,86  | Lotte Friis Danmark                                                   | 8.16,32  | Lauren Boyle Nya Zeeland                                                    | 8.18,58  |
| 1500 m frisim             | Katie Ledecky USA                                                 | 15.36,53 | Lotte Friis Danmark                                                   | 15.38,88 | Lauren Boyle Nya Zeeland                                                    | 15.44.71 |
|                           |                                                                   |          |                                                                       |          |                                                                             |          |
| 50 m ryggsim              | Zhao Jing Kina                                                    | 27,29    | Fu Yuanhui Kina                                                       | 27,39    | Aya Terakawa Japan                                                          | 27,53    |
| 100 m ryggsim             | Missy Franklin USA                                                | 58,42    | Emily Seebohm Australien                                              | 59,06    | Aya Terakawa Japan                                                          | 59,23    |
| 200 m ryggsim             | Missy Franklin USA                                                | 2.04,76  | Belinda Hocking Australien                                            | 2.06,66  | Hilary Caldwell Kanada                                                      | 2.06,80  |
|                           |                                                                   |          |                                                                       |          |                                                                             |          |
| 50 m bröstsim             | Julija Jefimova Ryssland                                          | 29,52    | Rūta Meilutytė Litauen                                                | 29,59    | Jessica Hardy USA                                                           | 29,80    |
| 100 m bröstsim            | Rūta Meilutytė Litauen                                            | 1.04,42  | Julija Jefimova Ryssland                                              | 1.05,02  | Jessica Hardy USA                                                           | 1.05,52  |
| 200 m bröstsim            | Julija Jefimova Ryssland                                          | 2.19,41  | Rikke Møller Pedersen Danmark                                         | 2.20,08  | Micah Lawrence USA                                                          | 2.22,37  |
|                           |                                                                   |          |                                                                       |          |                                                                             |          |
| 50 m fjärilsim            | Jeanette Ottesen Danmark                                          | 25,24    | Lu Ying Kina                                                          | 25,42    | Ranomi Kromowidjojo Nederländerna                                           | 25,53    |
| 100 m fjärilsim           | Sarah Sjöström Sverige                                            | 56,53    | Alicia Coutts Australien                                              | 56,97    | Dana Vollmer USA                                                            | 57,24    |
| 200 m fjärilsim           | Liu Zige Kina                                                     | 2.04,59  | Mireia Belmonte Spanien                                               | 2.04,78  | Katinka Hosszú Ungern                                                       | 2.05,59  |
|                           |                                                                   |          |                                                                       |          |                                                                             |          |
| 200 m individuellt medley | Katinka Hosszú Ungern                                             | 2.07,92  | Alicia Coutts Australien                                              | 2.09,39  | Mireia Belmonte Spanien                                                     | 2.09,45  |
| 400 m individuellt medley | Katinka Hosszú Ungern                                             | 4.30,41  | Mireia Belmonte Spanien                                               | 4.31,21  | Elizabeth Beisel USA                                                        | 4.31,69  |
|                           |                                                                   |          |                                                                       |          |                                                                             |          |
| 4×100 m lagkapp frisim    | USA Missy Franklin Natalie Coughlin Shannon Vreeland Megan Romano | 3.32,31  | Australien Cate Campbell Bronte Campbell Emma McKeon Alicia Coutts    | 3.32,43  | Nederländerna Elise Bouwens Femke Heemskerk Inge Dekker Ranomi Kromowidjojo | 3.35,77  |
| 4×200 m lagkapp frisim    | USA Katie Ledecky Shannon Vreeland Karlee Bispo Missy Franklin    | 7.45,14  | Australien Bronte Barratt Kylie Palmer Brittany Elmslie Alicia Coutts | 7.47,08  | Frankrike Camille Muffat Charlotte Bonnet Mylène Lazare Coralie Balmy       | 7.48,43  |
| 4×100 m lagkapp medley    | USA Missy Franklin Jessica Hardy Dana Vollmer Megan Romano        | 3.53,23  | Australien Emily Seebohm Sally Foster Alicia Coutts Cate Campbell     | 3.55,22  | Ryssland Darija Ustinova Julija Jefimova Svetlana Tjimrova Veronika Popova  | 3.56,47  |

#### Herrar
| Gren                      | Guld                                                                         | Guld     | Silver                                                                         | Silver   | Brons                                                                   | Brons    |
| 50 m frisim               | César Cielo Brasilien                                                        | 21,32    | Vladimir Morozov Ryssland                                                      | 21,47    | George Bovell Trinidad och Tobago                                       | 21,51    |
| 100 m frisim              | James Magnussen Australien                                                   | 47,71    | Jimmy Feigen USA                                                               | 47,82    | Nathan Adrian USA                                                       | 47,84    |
| 200 m frisim              | Yannick Agnel Frankrike                                                      | 1.44,20  | Conor Dwyer USA                                                                | 1.45,32  | Danila Izotov Ryssland                                                  | 1.45,59  |
| 400 m frisim              | Sun Yang Kina                                                                | 3.41,59  | Kosuke Hagino Japan                                                            | 3.44,82  | Connor Jaeger USA                                                       | 3.44,85  |
| 800 m frisim              | Sun Yang Kina                                                                | 7.41,36  | Michael McBroom USA                                                            | 7.43,60  | Ryan Cochrane Kanada                                                    | 7.43,70  |
| 1500 m frisim             | Sun Yang Kina                                                                | 14.41,15 | Ryan Cochrane Kanada                                                           | 14.42,48 | Gregorio Paltrinieri Italien                                            | 14.45.37 |
|                           |                                                                              |          |                                                                                |          |                                                                         |          |
| 50 m ryggsim              | Camille Lacourt Frankrike                                                    | 24,42    | Matt Grevers USA Jérémy Stravius Frankrike                                     | 24,54    | ingen                                                                   |          |
| 100 m ryggsim             | Matt Grevers USA                                                             | 52,93    | David Plummer USA                                                              | 53,12    | Jérémy Stravius Frankrike                                               | 53,21    |
| 200 m ryggsim             | Ryan Lochte USA                                                              | 1.53,79  | Radosław Kawęcki Polen                                                         | 1.54,24  | Tyler Clary USA                                                         | 1.54,64  |
|                           |                                                                              |          |                                                                                |          |                                                                         |          |
| 50 m bröstsim             | Cameron van der Burgh Sydafrika                                              | 26,77    | Christian Sprenger Australien                                                  | 26,78    | Giulio Zorzi Sydafrika                                                  | 27,04    |
| 100 m bröstsim            | Christian Sprenger Australien                                                | 58,79    | Cameron van der Burgh Sydafrika                                                | 58,97    | Felipe Lima Brasilien                                                   | 59,65    |
| 200 m bröstsim            | Dániel Gyurta Ungern                                                         | 2.07,23  | Marco Koch Tyskland                                                            | 2.08,54  | Matti Mattsson Finland                                                  | 2.08,95  |
|                           |                                                                              |          |                                                                                |          |                                                                         |          |
| 50 m fjärilsim            | César Cielo Brasilien                                                        | 23,01    | Eugene Goodsoe USA                                                             | 23,05    | Frédérick Bousquet Frankrike                                            | 23,11    |
| 100 m fjärilsim           | Chad le Clos Sydafrika                                                       | 51,06    | László Cseh Ungern                                                             | 51,45    | Konrad Czerniak Polen                                                   | 51,46    |
| 200 m fjärilsim           | Chad le Clos Sydafrika                                                       | 1.54,32  | Paweł Korzeniowski Spanien                                                     | 1.55,01  | Wu Peng Kina                                                            | 1.55,09  |
|                           |                                                                              |          |                                                                                |          |                                                                         |          |
| 200 m individuellt medley | Ryan Lochte USA                                                              | 1.54,98  | Kosuke Hagino Japan                                                            | 1.56,29  | Thiago Pereira Brasilien                                                | 1.56,30  |
| 400 m individuellt medley | Daiya Seto Japan                                                             | 4.08,69  | Chase Kalisz USA                                                               | 4.09,22  | Thiago Pereira Brasilien                                                | 4.09,48  |
|                           |                                                                              |          |                                                                                |          |                                                                         |          |
| 4×100 m lagkapp frisim    | Frankrike Yannick Agnel Florent Manaudou Fabien Gilot Jérémy Stravius        | 3.11,18  | USA Nathan Adrian Ryan Lochte Anthony Ervin Jimmy Feigen                       | 3.11,42  | Ryssland Andrej Gretjin Nikita Lobintsev Vladimir Morozov Danila Izotov | 3.11,44  |
| 4×200 m lagkapp frisim    | USA Conor Dwyer Ryan Lochte Charlie Houchin Ricky Berens                     | 7.01,72  | Ryssland Danila Izotov Nikita Lobintsev Artem Lobuzov Aleksandr Suchorukov     | 7.03,92  | Kina Wang Shun Hao Yun Li Yunqi Sun Yang                                | 7.04,74  |
| 4×100 m lagkapp medley    | Frankrike Camille Lacourt Giacomo Perez-Dortona Jérémy Stravius Fabien Gilot | 3.31,51  | Australien Ashley Delaney Christian Sprenger Tommaso D'Orsogna James Magnussen | 3.31,64  | Japan Ryosuke Irie Kosuke Kitajima Takuro Fujii Shinri Shioura          | 3.32,26  |

### Vattenpolo
| Turnering | Guld    | Silver     | Brons    |
| Damer     | Spanien | Australien | Ungern   |
| Herrar    | Ungern  | Montenegro | Kroatien |

### Öppet vatten-simning

#### Damer
| Gren         | Guld                      | Silver                      | Brons                       |
| 5 kilometer  | Haley Anderson USA        | Poliana Okimoto Brasilien   | Ana Marcela Cunha Brasilien |
| 10 kilometer | Poliana Okimoto Brasilien | Ana Marcela Cunha Brasilien | Angela Maurer Tyskland      |
| 25 kilometer | Martina Grimaldi Italien  | Angela Maurer Tyskland      | Eva Fabian USA              |

#### Herrar
| Gren         | Guld                         | Silver                 | Brons                      |
| 5 kilometer  | Oussama Mellouli Tunisien    | Eric Hedlin Kanada     | Thomas Lurz Tyskland       |
| 10 kilometer | Spyridon Gianniotis Grekland | Thomas Lurz Tyskland   | Oussama Mellouli Tunisien  |
| 25 kilometer | Thomas Lurz Tyskland         | Brian Ryckeman Belgien | Jevgenij Drattsev Ryssland |

#### Lag
| Gren | Guld                                                   | Silver                                                           | Brons                                                   |
| Lag  | Tyskland Thomas Lurz Christian Reichert Isabelle Härle | Grekland Antonios Fokaidis Spyridon Gianniotis Kalliopi Araouzou | Brasilien Allon do Carmo Samuel de Bona Poliana Okimoto |